# IC 1468
IC 1468 ist eine linsenförmige Galaxie vom Hubble-Typ S0-a im Sternbild Fische auf der Ekliptik. Sie ist schätzungsweise 435 Millionen Lichtjahre von der Milchstraße entfernt.
Das Objekt wurde am 19. September 1892 von Stéphane Javelle entdeckt.